# Chiddes (Nièvre)
Chiddes è un comune francese di 344 abitanti situato nel dipartimento della Nièvre nella regione della Borgogna-Franca Contea.

## Società

### Evoluzione demografica
Abitanti censiti